# Fairland (Maryland)
Fairland è un census-designated place (CDP) degli Stati Uniti d'America, situato nello stato del Maryland, nella contea di Montgomery.

## Geografia
Poiché si tratta di un'area non incorporata, i confini di Fairland non sono definiti ufficialmente. Tuttavia Fairland è riconosciuta dallo United States Census Bureau come census-designated place e dallo United States Geological Survey come area popolata localizzata a 39°4′46″N 76°56′52″W (39.079458, -76.947701). Fairland è una delle numerose aree vicine a Silver Spring.
Stando a quanto attestato dallo United States Census Bureau, l'area ha un'estensione di 5 miglia quadrate (circa 13 km2).

## Società

### Evoluzione demografica
| Storico della popolazione       | Storico della popolazione | Storico della popolazione | Storico della popolazione |
| Census                          | Pop.                      |                           | %±                        |
| ------------------------------- | ------------------------- | ------------------------- | ------------------------- |
| 2010                            | 23,681                    |                           | —                         |
| 2020                            | 25,396                    |                           | 7.2%                      |
| U.S. Decennial Census 2010–2020 |                           |                           |                           |

Al censimento del 2000 c'erano 21.738 persone, 8.612 nuclei e 5.460 famiglie nell'area. La densità di popolazione era pari a 4.355,2 persone per miglio quadrato (1,682.0/km2). Erano presenti 8.918 unità abitative per una densità di 1.786,7 per miglio quadrato (690.0/km2). Le razze erano così suddivise 35,75% bianchi, 42,99% afroamericani, 0,25% nativi americani, 14,51% asiatici, 0,03% originari delle isole del pacifico, 2,93% altre razze e 3,55% meticci. Il totale degli ispanici era 6,72%.
Dei 8.612 nuclei familiari 34,8% avevano figli minori di 18 anni in casa, il 42,4% erano coppie sposate conviventi, il 17% aveva una donna come capofamiglia e nessun marito e il 36,6% non erano famiglie. Il 27,1% delle case erano abitate da una sola persona e il 2,2% da una persona con più di 65 anni. La dimensione media dei nuclei abitativi era 2,5 e la dimensione media delle famiglie era 3,11.
La distribuzione dell'età vedeva i seguenti dati: 25,4% minori di 18 anni, 9,1% tra 18 e 24, 39,9% tra 25 e 44, 19,9% tra 45 e 64, e il 5,6% da 65 in poi.
La mediana dell'età era 32 anni; ogni 100 donne erano presenti 83,2 uomini; ogni 100 donne sotto i 18 anni erano presenti 78,2 uomini.
Il guadagno medio dei nuclei era $56.624 mentre per le famiglie il valore era $62.189. Gli uomini avevano uno stipendio medio di $46.123 contro i $38,962 delle donne.
Il guadagno pro-capite per l'area era $28.603. Circa il 4,6% delle famiglie e il 5,3% della popolazione era sotto la soglia della povertà includendo il 5,2% delle persone sotto i 18 anni e il 10,6% degli ultra-65enni.